# 헤르만 브로흐

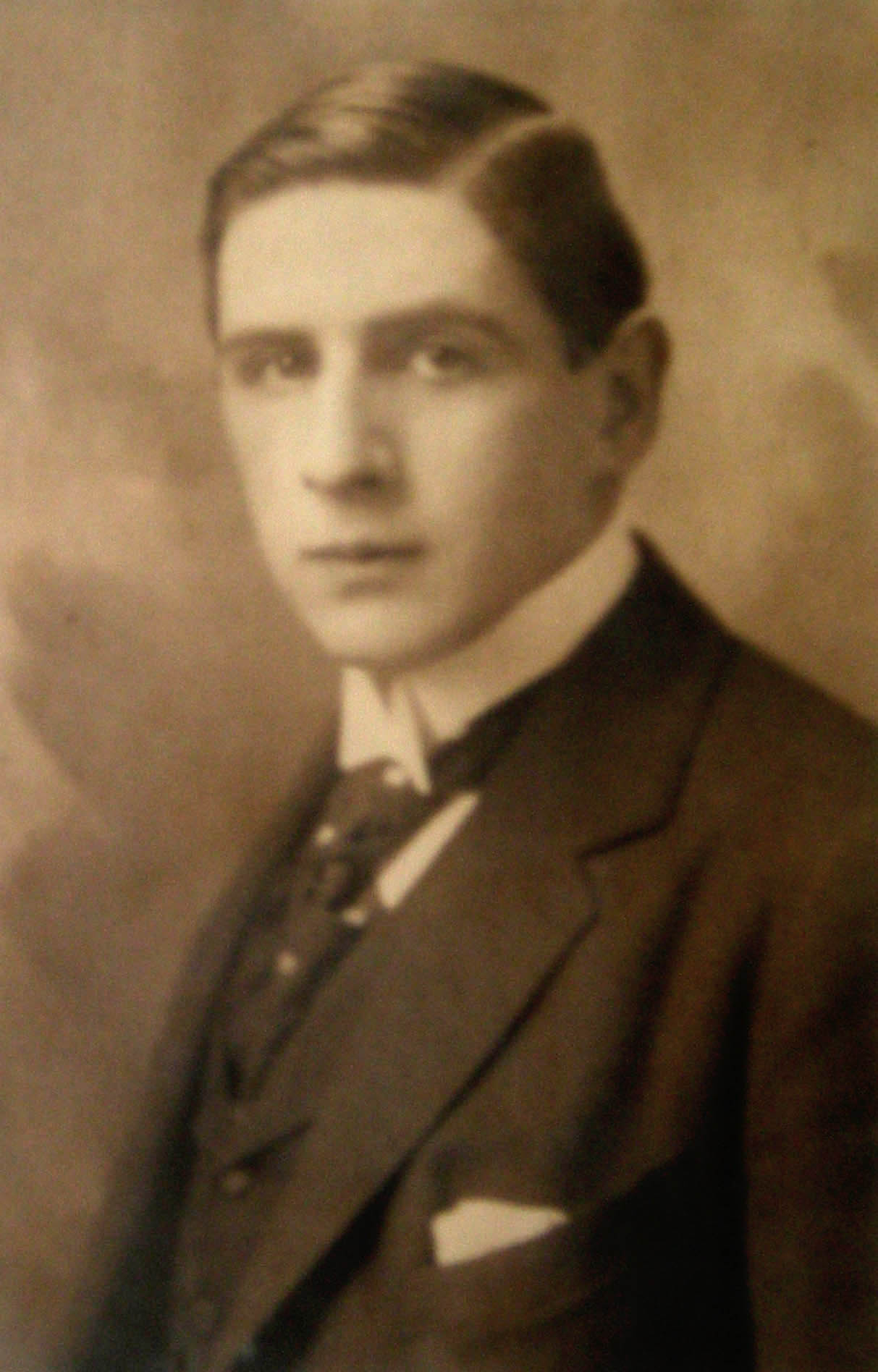

헤르만 브로흐(Hermann Broch, 1886년 11월 1일 ~ 1951년 3월 30일)는 오스트리아의 소설가이다.
유대계 방적공장 주인의 아들로 빈에서 태어나 처음에는 공과대학에서 방적기술을 전공한 후 가업을 계승하고 노동문제의 전문가로서 실업계에서 활약하였다.
1927년 공장을 팔아버리고 작가로 전신(轉身), 빈 대학에서 수학·철학·심리학을 연구하여 최초의 장편 <몽유병자들>을 완성하였다. 1938년 오스트리아가 독일에 병합되자 미국으로 망명하였다. 프린스톤 대학에서 군중심리학을 연구. 한편 <베르길리우스의 죽음>(1945), <죄없는 사람들>(1949)을 저술하였고 예일 대학의 독문학교수로 근무했다(1959).
현대를 표현하기 위한 갖가지 실험적 시도, 서정성과 몽환성(夢幻性), 현실성과 신비성 등이 일체(一體)가 되어 형성된 독자의 신(新)산문형식과 시대의 위기와 그런 위기 속에서의 정신·예술·문화의 운명을 부단히 규명하려 하는 예술가·문학철학자로서의 통렬한 자기 비판 및 윤리성 등, 브로호가 제시한 문제의 중요성은 점점 많은 사람들의 관심을 끌게 되었다.